# Jean Lemaire de Belges
Jean Lemaire (1473-1524) fue un poeta y cronista en francés. Se hizo llamar Jean Lemaire de Belges en honor al rey galo Belgius, supuesto fundador de Bavay.

## Su vida
Se desconoce el lugar exacto de su nacimiento, pues se duda entre Bavay (lugar en el que un colegio lleva su nombre), Hargnies o Belges, una aldea del Henao. 
Discípulo de Crétin y Molinet era sobrino del cronista y poeta Jean Molinet. Ambos se vieron envueltos en una célebre discusión desarrollada en esa época en Francia: la "gran querella de los Retóricos" y fueron tratados despectivamente como Grandes Retóricos.
Estudia en Valenciennes junto a su tío Jean Molinet. Tras una brillante educación (hablaba varias lenguas), pasó en 1498, al servicio del duque Pedro II de Borbón como contable. En 1503 y con motivo de la muerte de su protector escribe el primero de sus poemas, el Templo de Honor y Virtud, panegírico dirigido a la viuda del duque, Anne de Beaujeu. Ese mismo año escribe el Llanto del deseado en el que lamenta la muerte de Luis de Luxemburgo-Ligny. Prosigue su carrera como poeta tras la muerte de Filiberto II de Saboya en 1504.
Ese mismo año se vincula a la casa de Margarita de Austria, gobernadora de los Países Bajos, de la que su tío era bibliotecario. Escribió en su honor sus libros de lamentos por la muerte del rey de España, Felipe el Hermoso, hermano de Margarita, y sus dos epístolas del amante verte (referencia al loro favorito de Margarita). 

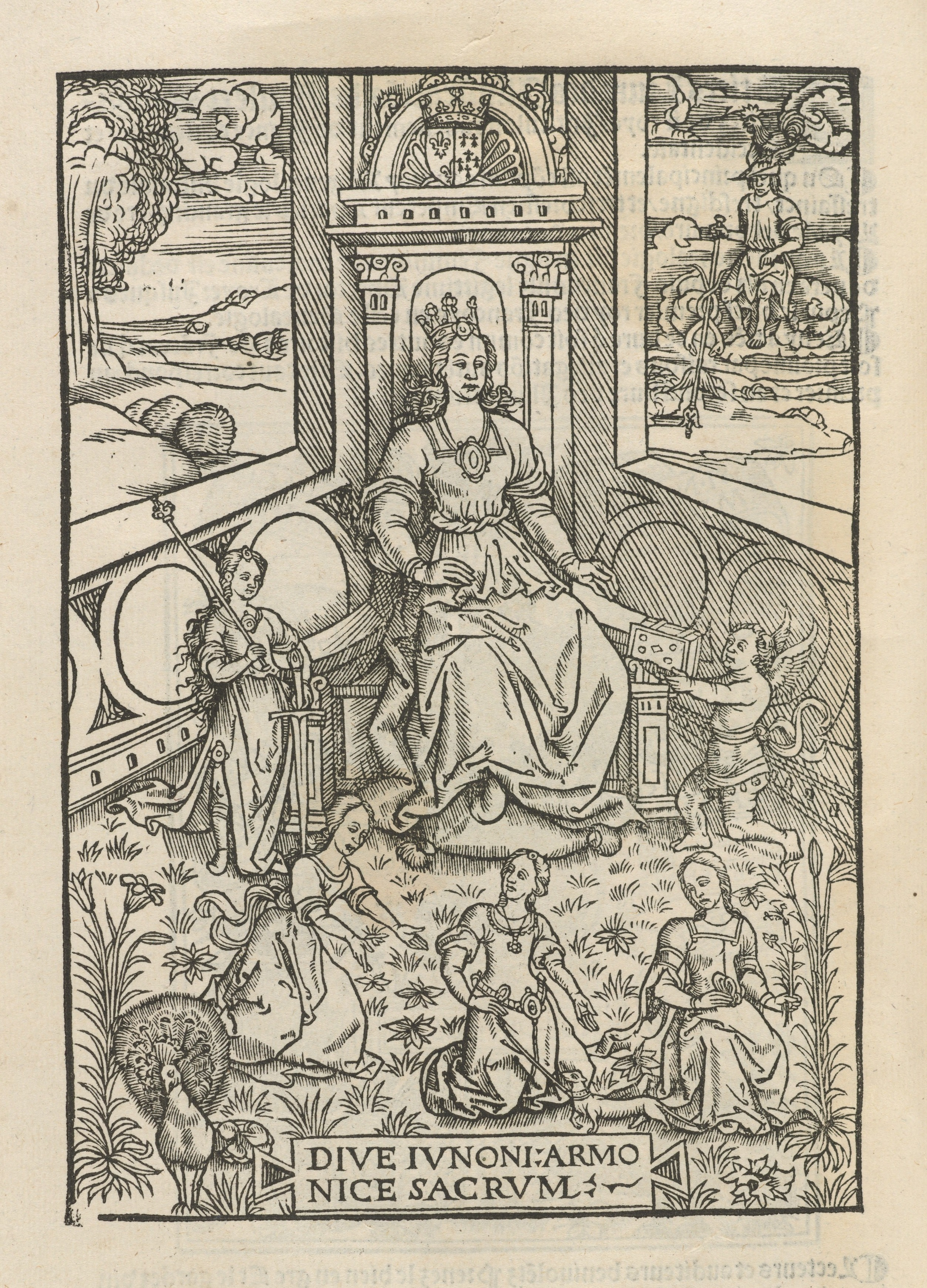
Les illustrations de Gaule et sĩgularitez de Troye, 1512

Al morir su tío Molinet heredó su cargo de bibliotecario y pasó a ser en 1508 indiciario de la Casa de Borgoña e historiador de Margarita. En ese momento inició su obra titulada La ilustración de las Galias cuya primera parte apareció en 1509 y la segunda tres años después. 
Al establecerse en Francia, el rey Luis XII le ofreció en 1513 el puesto de historiador real y le encargó diversas misiones en Italia y escribió en favor del rey de Francia contra el papa Julio II. Al morir Luis XII, perdió su puesto de historiador y al ser rechazado por la Iglesia se vio sumido en la miseria.

## Obras
1. Templo de Honor y Virtud, escrito en 1503 con motivo de la muerte del duque de Borbón en octubre de 1503.
2. El llanto del deseado, dos meses después para el conde de Ligny (1504).
3. La Corona Margarítica (1504, aunque publicado en 1549, en Lyon, tras ser redescubierto el manuscrito cerca de Mâcon), consagrado a Filiberto II de Saboya (muerto en 1504) y a su viuda, Margarita de Austria.
4. Primera Epístola del Amante verde (1505).
5. Lamentos de la dama desafortunada por el óbito de su muy querido hermano (1506), consagrado a Margarita de Austria.
6. Las Canciones de Namur (1507), celebrando una victoria de los campesinos borgoñones sobre caballeros franceses.
7. La Concordia del género humano, compuesto para festejar los tratados de Cambrai (diciembre de 1508) firmados durante las Guerras de Italia por una coalición que incluía al papa Julio II, a Maximiliano I y a Fernando el Católico, aliados contra Venecia.
8. La Leyenda de los Venecianos (1510), panfleto contra la República de Venecia en favor de Luis XII de Francia.
9. Las Epístolas del Amante verde (1510), epístolas amorosas heredadas de Ovidio (las Heroidas) de moda a principios del siglo XVI. Jean Lemaire supone que el loro de Margarita de Navarra, devorado por un perro de hecho se ha suicidado debido al amor desesperado que siente por su dueña.
10. El Tratado sobre la diferencia entre cismas y concilios (1511) violenta diatriba galicana tras el giro del papa contra Francia.
11. Su Ilustración de Galia y Singularidad de Troya aparece en 1511 (primer libro) y 1512 (libros segundo y tercero). Se trata de un retablo mítico en prosa basado en distintas leyendas y que pretende hacer un relato de la nación primero gala y luego francesa y demostrar el ascendiente troyano de los francos, continuando y ampliando las ficciones de Annio de Viterbo.[1] Remontándose al Diluvio, trata de demostrar que los galos son descendientes directos de Noé y los responsables de la fundación de Troya. Por otra parte, los francos surgen en su opinión de Francus, hijo de Héctor, salvado de la muerte por Júpiter. Francus navegó desde Troya hasta Galia para fundar una ciudad llamada París, en memoria de su tío, el raptor de Helena. Esta leyenda contada en la Crónica de pseudo-Fredegario que data del Siglo VII será retomada más adelante por Pierre de Ronsard en La Francíada en 1572. Es su obra más importante.
12. El Prontuario de los concilios de la Iglesia católica (1512).
13. Cuento de Cupido y Atropos (1512), relato moralizante en verso sobre el llamado por él mal de Nápoles, la sífilis, que los franceses decían haber traído por las Guerras de Italia.
14. Tratado de la Concordia entre las dos lenguas. Este ensayo de filología en verso y prosa anuncia los trabajos de los humanistas del siglo XVI. Trata de la rivalidad entre las lenguas francesa e italiana, en un texto compuesto por una parte por tercetos italianos y por otra con alejandrinos franceses con el objetivo de contribuir a un buen entendimiento entre las dos lenguas.

## Posteridad
- Clément Marot imitará su Templo de Venus en La Concordia de las dos lenguas
- Joachim du Bellay le rendirá el homenaje de La Pléyade
- Guillaume Crétin lo llamó "monarca de la retórica francesa".
- François Rabelais, en el capítulo XXX de Pantagruel, lo representa como papa en los infiernos, donde se dedica a vender indulgencias y dispensas a reyes y pontífices y se hace besar los pies por estos.[2]

Puede relacionarse con los grandes retóricos, pero también anticipa en cierta medida el humanismo de La Pléyade debido a su gusto por la Antigüedad clásica, su preocupación por el ritmo y por la elección del vocabulario.